# Irileka iridescens
Irileka iridescens is een spinnensoort in de taxonomische indeling van de jachtkrabspinnen (Sparassidae).
Het dier behoort tot het geslacht Irileka. De wetenschappelijke naam van de soort werd voor het eerst geldig gepubliceerd in 1998 door Arthur Stanley Hirst.